# ASPTT Strasbourg (football)
Maillots
L'ASPTT Strasbourg est un club de football féminin français basé à Strasbourg qui n'existe plus aujourd'hui.
Il faisait partie d'un club comprenant une section masculine, toujours en activité, mais qui n'a jamais percé au niveau national.
L'équipe première du club a connu la première division et la seconde division.

## Palmarès
Le tableau suivant liste le palmarès du club dans les différentes compétitions officielles au niveau national et régional.
| Compétitions régionales     | Équipes de jeunes           |
| Votre aide est la bienvenue | Votre aide est la bienvenue |

Le tableau suivant retrace le parcours du club depuis la création de la première division en 1974.
| Édition   | Division 1     | Division 2             | Divisions Régionales |
| 1974-1980 | -              | Championnat inexistant | …                    |
| 1980-1981 | Premier Tour   | Championnat inexistant | -                    |
| 1981-1982 | Premier Tour   | Championnat inexistant | -                    |
| 1982-1983 | -              | Tour Principal         | -                    |
| 1983-1984 | -              | -                      | non connu            |
| 1984-1985 | Tour Principal | -                      | -                    |
| 1985-1986 | Demi-finaliste | -                      | -                    |
| 1986-1987 | 2e (Gr. B)     | -                      | -                    |
| 1987-1988 | 5e (Gr. A)     | -                      | -                    |
| 1988-1989 | 5e (Gr. A)     | -                      | -                    |
| 1989-1990 | 5e (Gr. C)     | -                      | -                    |
| 1990-1991 | 1/4 de finale  | -                      | -                    |
| 1991-1992 | 1/4 de finale  | -                      | -                    |
| 1992-1993 | 6e             | -                      | -                    |
| 1993-1994 | 3e             | -                      | -                    |
| 1994-1995 | 8e             | -                      | -                    |
| 1995-1996 | 10e            | -                      | -                    |
| 1996-.... | -              | …                      | …                    |